# Belichtingstijd

Invloed van sluitertijd op bewegingsonscherpte.

De belichtingstijd of sluitertijd is een term uit de fotografie. Het is de tijdsduur die beschrijft hoelang een lichtgevoelige plaat of ander lichtgevoelig element wordt blootgesteld aan een bepaalde hoeveelheid licht. Met lichtgevoelig element kan bijvoorbeeld fotografische film of een chip met fotogevoelige halfgeleiders (digitale camera) bedoeld worden zoals dat in een fototoestel wordt gebruikt. De naam sluitertijd verwijst naar de sluiter die het lichtgevoelige materiaal afschermt van licht en die tijdens de opname kortstondig wordt opengezet.
De term belichtingstijd wordt ook gebruikt in de donkere kamer wanneer het lichtgevoelige fotopapier onder de vergroter belicht wordt.
De belichtingstijd op een fotocamera is bij veel modellen instelbaar. Dat kan automatisch, handmatig of op beide wijzen. De tijden liggen doorgaans in het gebied van meerdere seconden tot 1/4000 van een seconde. Ook is er weleens een instelling "B" aanwezig naar het Engelse woord bulb. In deze stand kan de sluiter voor lange tijd - vele minuten - geopend worden. Sommige camera's hebben een groter bereik dan een andere om grotere verschillen in lichtintensiteit aan te kunnen. Daarbij is er dan een ruimere keus in diafragmering. De belichting is instelbaar in stops – of delen daarvan – waarbij elke stop dubbel zoveel licht doorlaat. Bij een te lange belichtingstijd treedt overbelichting op van de film (een negatieffilm wordt dan veel te zwart na het ontwikkelen, er treedt verzadiging op). Bij een te korte belichtingstijd wordt de film onderbelicht en blijft dan te transparant. Een verkeerde belichting is tijdens de ontwikkeling wel iets te corrigeren, een onderbelichte film kan bijvoorbeeld opgetrokken worden, maar daarbij verliest de foto aan resolutie en er wordt een duidelijke korrel zichtbaar. Bij digitale fotografie kan correctie gebeuren met behulp van software.
De juiste belichtingstijd wordt bepaald in combinatie met de grootte van het diafragma en de lichtgevoeligheid van de film. Bij een kleiner diafragma (aangegeven met een groter getal), hoort een langere belichtingstijd. Bij een grotere gevoeligheid van de film (aangegeven in ASA of DIN of fotogevoelige halfgeleiders in ISO) hoort een kortere belichtingstijd.
Tegenwoordig (2004) zijn verreweg de meeste camera's voor gebruik door het grote publiek automatisch, zodat men zich geen zorgen hoeft te maken over de juiste belichting. De camera 'ziet' aan een soort barcode op de filmcassette welke gevoeligheid film er in zit. Voor speciale effecten kan het echter nog wel zin hebben om met de belichtingstijd te spelen of ter correctie voor wanneer het onderwerp afwijkt van de gemiddelde 18% grijswaarde. Eventueel kan de fotograaf ook nog de belichtingscompensatie aanpassen.
Een eenvoudige vuistregel voor het uit de hand nemen van een foto met een kleinbeeldcamera is dat de belichtingstijd in seconden kleiner moet zijn dan 1 gedeeld door de brandpuntsafstand van het gebruikte objectief in millimeter. Hiermee wordt ervoor gezorgd dat er geen bewegingsonscherpte optreedt. Dus bijvoorbeeld fotografeer met 1/60 met een 50mm objectief (1/50 bestaat niet, 1/60 ligt er het dichtst bij).
Om de optimale belichtingstijd te bepalen, kan een fotograaf gebruikmaken van bracketing. In korte tijd worden meerdere opnames gemaakt met een verschillende belichtingstijd. Uit deze reeks wordt de beste foto gekozen, of de afzonderlijke foto's worden gecombineerd tot een High Dynamic Range-afbeelding.

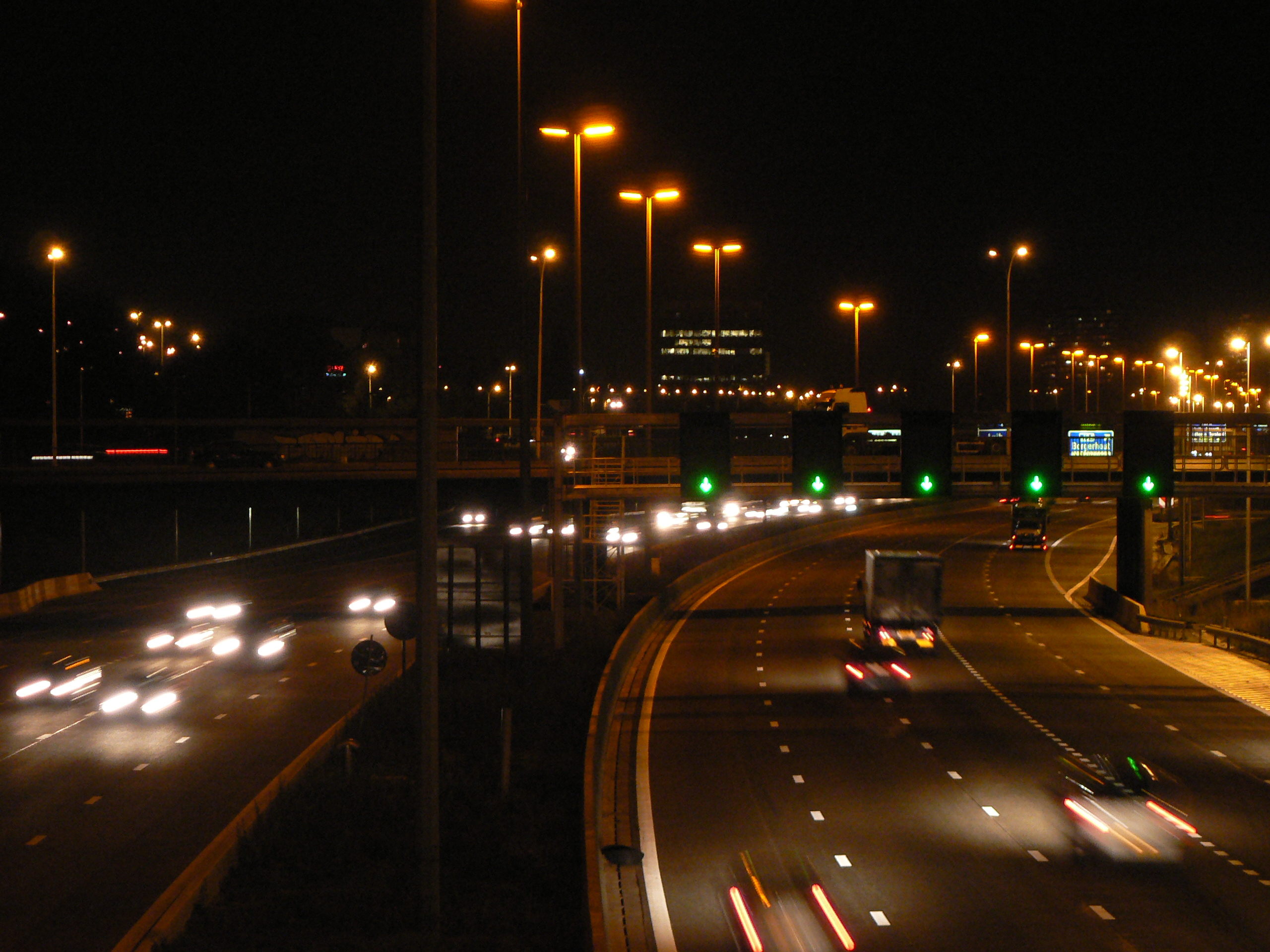
kortere sluitertijd
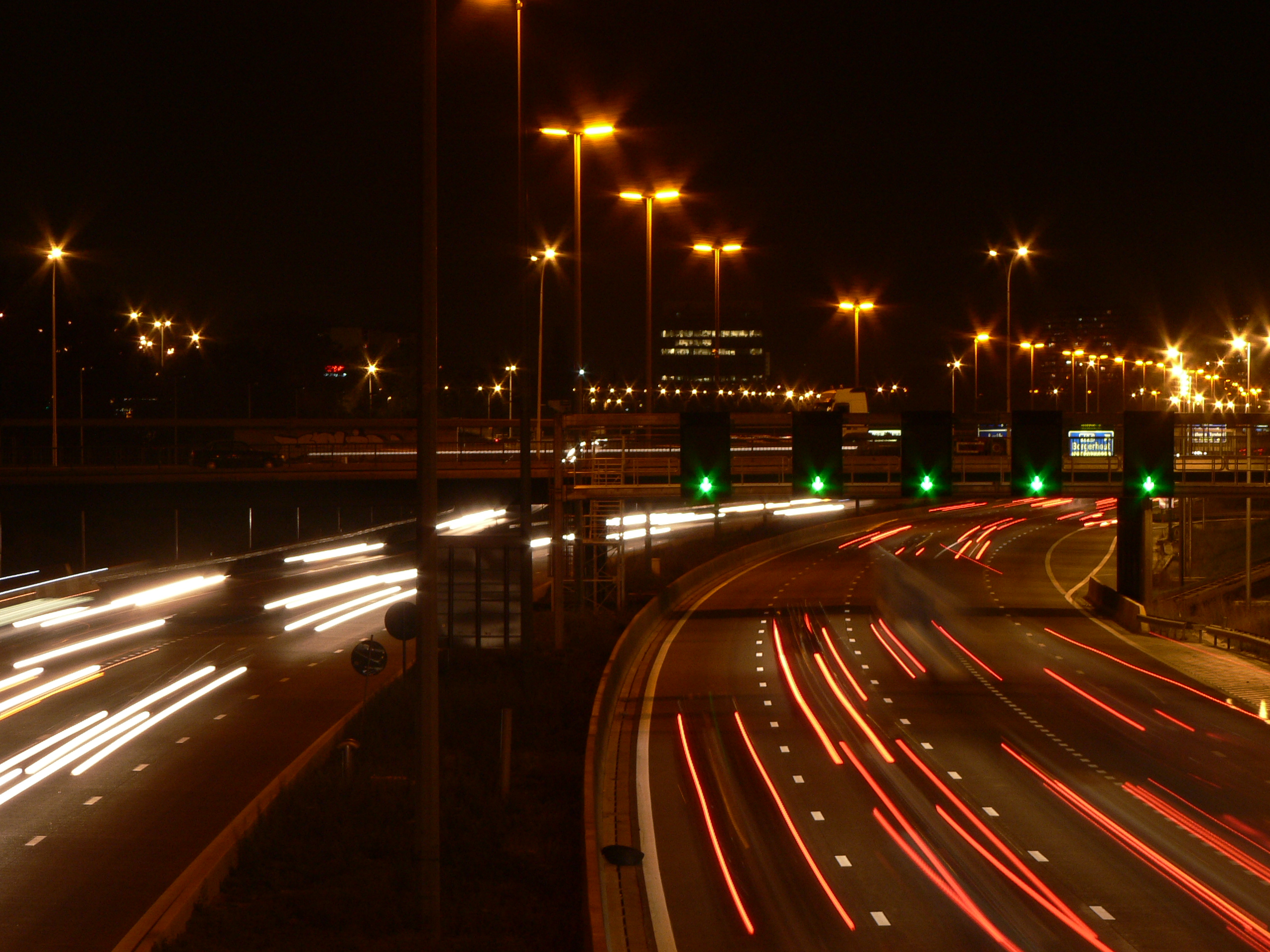
langere sluitertijd